# България на зимните олимпийски игри 1936
България участва на зимните олимпийски игри в Гармиш-Партенкирхен през 1936 година, като това е първата зимна олимпиада, на която страната взима участие.

## Ски алпийски дисциплини
Мъже
| Спортист          | Събитие    | Спускане | Спускане | Слалом  | Слалом  | Слалом | Общо       | Общо  |
| Спортист          | Събитие    | Време    | Място    | Време 1 | Време 2 | Място  | Общо точки | Място |
| ----------------- | ---------- | -------- | -------- | ------- | ------- | ------ | ---------- | ----- |
| Боян Димитров     | Комбинация | DSQ      | –        | –       | –       | –      | DNF        | –     |
| Асен Цанков       | Комбинация | 10:53.2  | 53       | 2:13.5  | DSQ     | –      | DNF        | –     |
| Борислав Йорданов | Комбинация | 6:06.4   | 30       | 2:06.1  | DSQ     | –      | DNF        | –     |

## Ски бягане
Мъже
| Събитие | Спортист       | Състезания | Състезания |
| Събитие | Спортист       | Време      | Място      |
| ------- | -------------- | ---------- | ---------- |
| 18 km   | Рачо Жеков     | 1'43:11    | 70         |
| 18 km   | Димитър Костов | 1'42:22    | 68         |
| 18 km   | Иван Ангелаков | 1'41:44    | 66         |
| 18 km   | Христо Кочов   | 1'32:30    | 53         |

Мъже 4 x 10 км щафета
| Спортисти                                             | Състезания | Състезания |
| Спортисти                                             | Време      | Място      |
| ----------------------------------------------------- | ---------- | ---------- |
| Христо Кочов Иван Ангелаков Димитър Костов Рачо Жеков | 3'29:39    | 15         |